# Left Hand Free
Left Hand Free is een single van de Britse band alt-J uit 2014. Het stond in hetzelfde jaar als vijfde track op het album This Is All Yours.

## Achtergrond
Left Hand Free is geschreven door Joe Newman, Gus Unger-Hamilton, Thom Green en geproduceerd door Charlie Andrew. In vergelijking met eerdere nummers van de band, gaat het lied een andere kant op. Volgens de band leden is het geschreven nadat hun label een nummer afwees omdat het niet een "grote single" was, waarna de bandleden in twintig minuten tijd een zo commercieel mogelijk nummer maakten. Dit verhaal is in latere interviews echter ontkent, en werd verteld dat het nummer is ontstaan vanuit de gitaarriff, waarna de band in een ontspansessie de rest van het nummer eromheen bouwden. Het nummer was voor de band een van de meest succesvolle nummers. Het is onder andere het enige lied van de band dat in de Billboard Hot 100 terecht is gekomen. Dit deed het wel met een bescheiden 99e plaats. De hoogste positie werd behaald in Canada; de 68e plek.